# Кия (Актюбинская область)
Кия (каз. Қия) — упразднённое село в Мартукском районе Актюбинской области Казахстана. Ликвидировано в 2012 г. Входило в состав Хазретовского сельского округа. Код КАТО — 154637300.
Село расположено на реке Кия у российско-казахстанской границы.

## Население
В 1999 году население села составляло 19 человек (10 мужчин и 9 женщин). По данным переписи 2009 года, в селе проживало 14 человек (6 мужчин и 8 женщин).